# Christopher Sellier
Christopher Sellier (* 24. Februar 1986 in Arima) ist ein ehemaliger Radrennfahrer aus Trinidad und Tobago.

## Leben
Christopher Sellier begann im Alter von 16 Jahren mit dem Radsport. Als Junior war er der erste Fahrer in der Geschichte seines Landes, dem es gelang in drei hintereinander folgenden Jahren (2002–2004) sowohl die nationale Meisterschaft im Sprint wie auch im 1000-Meter-Zeitfahren zu gewinnen. Als Elite-Fahrer wurde er 2005 sowie 2007 bis 2010 nationaler Meister im Sprint sowie 2005 und 2010 im Zeitfahren. Insgesamt wurde er 13-mal nationaler Meister in verschiedenen Disziplinen.
2008 wurde Sellier panamerikanischer Meister im Keirin. 2010 gewann er bei den Panamerikanischen Meisterschaften die Goldmedaille im Zeitfahren und stellte mit 1:00,995 min einen neuen panamerikanischen Rekord auf. Damit war er der erste Radsportler aus Trinidad und Tobago, der einen solchen Rekord aufstellen konnte. Zudem errang Christopher Sellier die Bronzemedaille im Teamsprint, gemeinsam mit Njisane Phillip und Azikiwe Kellar.
Von 2007 bis 2010 arbeitete Sellier mit dem deutschen Trainer Reneé Schmidt aus Cottbus zusammen. Er ist ein Sohn des ehemaligen Radrennfahrers Anthony Sellier. Im November 2012 kündigte er an, dass er seine Radsport-Karriere beenden werde. Um in der Weltspitze mitzufahren und sich für die Olympischen Spiele in Rio de Janeiro zu qualifizieren, müsse er im Ausland trainieren, doch dazu fehle es an finanzieller Unterstützung.

## Erfolge
2002
- Trinidad und Tobago Junioren-Meister von Trinidad und Tobago – 1000-Meter-Zeitfahren

2003
- Trinidad und Tobago Junioren-Meister von Trinidad und Tobago – 1000-Meter-Zeitfahren, Sprint

2004
- Trinidad und Tobago Junioren-Meister von Trinidad und Tobago – Sprint

2005
- Trinidad und Tobago Meister von Trinidad und Tobago – Einerverfolgung

2007
- Trinidad und Tobago Meister von Trinidad und Tobago – Sprint

2008
- Panamerikameister – Keirin

2009
- Trinidad und Tobago Meister von Trinidad und Tobago – Sprint

2010
- Panamerikameister – 1000-Meter-Zeitfahren
- Panamerikameisterschaft – Teamsprint (mit Njisane Phillip und Azikiwe Kellar)
- Trinidad und Tobago Meister von Trinidad und Tobago – 1000-Meter-Zeitfahren, Sprint